# Anosia partita
Anosia partita är en fjärilsart som beskrevs av Hans Fruhstorfer 1897. Anosia partita ingår i släktet Anosia och familjen praktfjärilar. Inga underarter finns listade i Catalogue of Life.